# Орловське міське поселення (Орловський район)
Орло́вське міське поселення (рос. Орловское городское поселение) — адміністративна одиниця у складі Орловського району Кіровської області Росії. Адміністративний центр поселення та єдиний населений пункт — місто Орлов.

## Історія
Станом на 2002 рік на території сучасного поселення існували такі адміністративні одиниці:
- місто Орлов (місто Орлов)

Поселення було утворене згідно із законом Кіровської області від 7 грудня 2004 року № 284-ЗО у рамках муніципальної реформи шляхом перетворення міста Орлов.

## Населення
Населення поселення становить 6709 осіб (2017; 6834 у 2016, 6910 у 2015, 6990 у 2014, 6976 у 2013, 6968 у 2012, 6959 у 2010, 8596 у 2002).